# Округ Дешеј (Арканзас)
Округ Дешеј (енгл. Desha County) је округ у америчкој савезној држави Арканзас. По попису из 2010. године број становника је 13.008. Седиште округа је град Аркансо Сити.

## Демографија
Према попису становништва из 2010. у округу је живело 13.008 становника, што је 2.333 (15,2%) становника мање него 2000. године.
| Група             | 2000.         | 2010.         |
| Белци             | 7.611 (49,6%) | 6.083 (46,8%) |
| Афроамериканци    | 7.107 (46,3%) | 6.216 (47,8%) |
| Азијати           | 46 (0,3%)     | 43 (0,3%)     |
| Хиспаноамериканци | 485 (3,2%)    | 578 (4,4%)    |
| Укупно            | 15.341        | 13.008        |